# 和歌山東警察署
和歌山東警察署（わかやまひがしけいさつしょ）は、和歌山県警察が管轄する警察署の一つである。識別章所属表示はWH。

## 所在地
- 和歌山市栗栖686番地7

## 管轄区域
- 和歌山市のうち
  - 新内
  - 秋月
  - 有家
  - 有本
  - 朝日
  - 小豆島
  - 岩橋
  - 井ノ口
  - 井戸
  - 井辺
  - 伊太祈曽
  - 宇田森
  - 上野
  - 宇治家裏
  - 宇治藪下(5番地、20番地、21番地、23番地～25番地)
  - 餌差町一丁目・餌差町二丁目
  - 江南
  - 岡南ノ丁
  - 岡北ノ丁
  - 岡袋町
  - 岡林泉寺丁
  - 岡織屋小路
  - 岡円福院東ノ丁
  - 岡円福院西ノ丁
  - 太田
  - 太田一丁目 - 太田四丁目
  - 奥須佐
  - 大河内
  - 大垣内
  - 小倉
  - 落合
  - 加納
  - 川辺
  - 金谷
  - 上三毛
  - 上黒谷
  - 嘉家作丁(31番地～55番地)
  - 北新一丁目 - 北新五丁目
  - 北新博労町
  - 北新戎ノ丁
  - 北新桶屋町
  - 北新中ノ丁
  - 北新元金屋丁
  - 北新金屋丁
  - 北新七軒丁
  - 北ノ新地一丁目
  - 北ノ新地二丁目
  - 北ノ新地上六軒丁
  - 北ノ新地中六軒丁
  - 北ノ新地下六軒丁
  - 北ノ新地田町
  - 北ノ新地東ノ丁
  - 北ノ新地裏田町
  - 北ノ新地分銅丁
  - 北ノ新地榎丁
  - 北休賀町
  - 北出島
  - 北出島一丁目
  - 北中島一丁目
  - 木広町二丁目 - 木広町五丁目
  - 吉礼
  - 北
  - 北別所
  - 北野
  - 蔵小路
  - 楠右衛門小路
  - 杭ノ瀬
  - 黒田
  - 黒田一丁目・黒田二丁目
  - 黒谷
  - 栗栖
  - 黒岩
  - 口須佐
  - 桑山
  - 楠本
  - 毛革屋丁
  - 木挽丁
  - 小雑賀
  - 小雑賀一丁目 - 小雑賀三丁目
  - 神波
  - 神前
  - 小瀬田
  - 木枕
  - 境原
  - 山東中
  - 坂田
  - 里
  - 新雑賀町
  - 新堺丁
  - 新生町
  - 新通一丁目 - 新通七丁目
  - 新中通一丁目 - 新中通六丁目
  - 新八百屋丁
  - 新大工町
  - 新在家
  - 新中島
  - 塩ノ谷
  - 島
  - 新庄
  - 下三毛
  - 下和佐
  - 鈴丸丁
  - 数寄屋丁
  - 園部(札立山頂と鳴滝川左岸上流端を結ぶ線及び鳴滝川左岸堤防前のり尻線の東側)
  - 相坂
  - 田中町二丁目 - 田中町五丁目
  - 田尻
  - 田屋
  - 谷
  - 滝畑
  - 茶屋町
  - 津秦頭陀寺
  - 寺内
  - 手平
  - 手平一丁目 - 手平六丁目
  - 手平出島
  - 出水
  - 出島
  - 友田町二丁目 - 友田町五丁目
  - 鳴神
  - 永穂
  - 中筋日延
  - 永山
  - 中島
  - 中之島
  - 新留丁
  - 西仲間町一丁目・西仲間町二丁目
  - 西
  - 仁井辺
  - 西田井
  - 禰宜
  - 納定
  - 直川
  - 橋向丁
  - 畑屋敷袋町
  - 畑屋敷松ケ枝丁
  - 畑屋敷東ノ丁
  - 畑屋敷中ノ丁
  - 畑屋敷西ノ丁
  - 畑屋敷端ノ丁
  - 畑屋敷新道丁
  - 畑屋敷兵庫ノ丁
  - 畑屋敷千体仏丁
  - 畑屋敷葛屋丁
  - 畑屋敷榎丁
  - 畑屋敷円福院東ノ丁
  - 畑屋敷円福院西ノ丁
  - 畑屋敷雁木丁
  - 馬場
  - 吐前
  - 東仲間町一丁目・東仲間町二丁目
  - 東田中
  - 平尾
  - 広原
  - 弘西
  - 平岡
  - 吹屋町一丁目 - 吹屋町五丁目
  - 冬野
  - 府中
  - 藤田
  - 船所(鳴滝川左岸堤防前のり尻線の東側)　
  - 坊主丁
  - 布施屋
  - 松島
  - 松原
  - 南休賀町
  - 南雑賀町
  - 南材木丁一丁目 - 南材木丁三丁目
  - 美園町二丁目 - 美園町五丁目
  - 南出島
  - 三葛(1134番地1～17、1148番地、1149番地、1150番地、1151番地、1152番地、1156番地1、2、45～87、1280番地1～5、右地番に接する北山斜面及び棚出斜面並びに和田川右岸側の区域)　
  - 南畑
  - 明王寺
  - 満屋
  - 六十谷
  - 森小手穂
  - 本渡
  - 柳丁
  - 矢田
  - 薬勝寺
  - 山口西
  - 湯屋谷
  - 吉里
  - 吉原
  - 吉田
  - 和佐関戸
  - 和佐中
  - 和田
  - 紀の川右岸と大潮平均満潮面とのなす線を境とし嘉家作樋門東北端から真北を見通す線の東側
  - 真田堀川及び大門川の左岸と大潮平均満潮面とのなす線の東側
  - 和歌川の左岸と和田川の右岸との接する地点から上流の和歌川の左岸と大潮平均満潮面とのなす線の東側
  - 中島川の右岸と和田川の右岸との接する地点から真南を見通す線より下流の和田川の右岸と大潮平均満潮面とのなす線の北側
- 海南市のうち
  - 岡田（1203番地12、1203番地13、1207番地1、1207番地2、1208番地、1209番地、1213番地1、1213番地2、1214番地、1226番地、1227番地、1228番地、1230番地及び1233番地23）

## 組織
- 警務課
- 会計課
- 留置管理課
- 生活安全課
- 地域課
- 刑事第一課
- 刑事第二課
- 交通課
- 警備課

## 交番
（ ）の中は所在地
- 和歌山駅前交番（和歌山市美園町5丁目13-2）
- 大橋交番（和歌山市橋向丁22）
- 大新交番（和歌山市坊主丁12）
- 中之島交番（和歌山市中之島1669）
- 宮前交番（和歌山市新中島155-3）
- 四箇郷交番（和歌山市加納246-4）
- 有功交番（和歌山市六十谷64-5）
- 紀伊交番（和歌山市弘西1225-5）
- 宮前交番（和歌山市太田578-5）
- 岡崎交番（和歌山市森小手穂738-3）
- 高積交番（和歌山市井ノ口468-1）